# Jack Mulhall
Jack Mulhall, nato John Joseph Francis Mulhall (Wappingers Falls, 7 ottobre 1887 – Woodland Hills, 1º giugno 1979), è stato un attore statunitense.

## Biografia
Mulhall lavorò lungamente nel cinema, iniziando la sua lunghissima carriera negli anni dieci, quando debuttò in un cortometraggio diretto da David Wark Griffith. In cinquant'anni, prese parte a oltre 430 film. Lavorò anche in teatro e fu produttore di un solo film. Negli anni cinquanta apparve anche in numerose serie televisive.

## Filmografia parziale

### 1910
- The Fugitive, regia di David Wark Griffith – cortometraggio (1910)
- Sunshine Sue, regia di David W. Griffith – cortometraggio (1910)
- A Child's Stratagem, regia di David W. Griffith – cortometraggio (1910)

### 1913
- The House of Discord, regia di James Kirkwood – cortometraggio (1913)

### 1914
- Classmates, regia di James Kirkwood (1914)
- Strongheart, regia di James Kirkwood (1914)
- Who's Looney Now? (1914)
- The Fall of Muscle-Bound Hicks, regia di Dell Henderson (1914)
- Our Home-Made Army (1914)
- They Called It 'Baby' (1914)
- The Broken Rose (1914)
- All for Business (1914)
- A Better Understanding (1914)
- The Girl and the Miser (1914)
- Little Miss Make-Believe (1914)
- For Her People (1914)
- The Suffering of Susan (1914)

### 1915
- All for the Boy (1915)
- The Gang's New Member (1915)
- Père Goriot, regia di Travers Vale (1915)
- Their Divorce Suit (1915)
- Rose o' the Shore (1915)
- The Deputy's Duty (1915)
- The Soup Industry (1915)
- His Brother's Keeper (1915)
- The Bridge Across (1915)
- The Girl and the Matinee Idol (1915)
- One Hundred Dollars – cortometraggio (1915)
- When Hearts Are Young (1915)
- His Poor Little Girl (1915)
- A Much-Needed Lesson (1915)
- The Little Scapegoat (1915)
- Bobby's Bargain (1915)
- His Ward's Scheme, regia di Edward Morrissey – cortometraggio (1915)
- The Girl Hater, regia di Edward Morrissey (1915)
- Love's Melody, regia di Edward Morrissey – cortometraggio (1915)
- The Little Runaways, regia di Edward Morrissey – cortometraggio (1915)
- A Letter to Daddy, regia di Edward Morrissey – cortometraggio (1915)
- The Fixer, regia di Edward Morrissey (1915)
- The Little Slavey, regia di Edward Morrissey – cortometraggio (1915)
- His Last Wish, regia di Edward Morrissey – cortometraggio (1915)
- His Last Wish, regia di Edward Morrissey – cortometraggio (1915)
- The Need of Money, regia di Edward Morrissey – cortometraggio (1915)
- Dora, regia di Travers Vale (1915)
- At the Road's End
- A Kentucky Episode (1915)
- The Girl Who Didn't Forget
- Arline's Chauffeur (1915)
- Harvest (1915)
- The Sheriff's Trap, regia di George Morgan (1915)
- A Woman Without a Soul, regia di J. Farrell MacDonald (1915)
- Her Stepchildren (1915)
- The Tides of Retribution, regia di J. Farrell MacDonald (1915)

### 1916
- The Avenging Shot (1916)
- The Skating Rink (1916)
- Stronger Than Woman's Will, regia di J. Farrell MacDonald (1916)
- The Chain of Evidence, regia di Walter V. Coyle (come Walter Coyle)
- The Iron Will, regia di J. Farrell MacDonald (1916)
- The Guilt of Stephen Eldridge, regia di J. Farrell MacDonald (1916)
- The Mystery of Orcival, regia di J. Farrell MacDonald (1916)
- The Rejuvenation of Aunt Mary, regia di Edward Dillon (1916)
- Alias Jimmy Barton (1916)
- The Man Who Called After Dark, regia di Walter V. Coyle (1916)
- Celeste, regia di Walter V. Coyle (come Walter Coyle)
- A Spring Chicken, regia di Dell Henderson (1916)
- Merry Mary (1916)
- The Crimson Yoke, regia di Cleo Madison, William V. Mong (1916)
- The Whirlpool of Destiny
- Wanted: A Home, regia di Phillips Smalley, Lois Weber (1916)
- The Place Beyond the Winds
- The Eyes of Love
- The Price of Silence, regia di Joe De Grasse (1916)
- The Prodigal Daughter, regia di Allen J. Holubar (1916)

### 1917
- Fighting for Love
- A Letter to Daddy, regia di Edward Morrissey – cortometraggio (1915)
- Love Aflame (o Hearts Aflame) , regia di James Vincent, Raymond Wells (1917)
- The Terror, regia di Raymond Wells (1917)
- The Saintly Sinner, regia di Raymond Wells (1917)
- Mr. Dolan of New York
- Her Primitive Man
- The Hero of the Hour
- The Gunman's Gospel, regia di Raymond Wells – cortometraggio (1917)
- The Flame of Youth
- Three Women of France
- High Speed, regia di George L. Sargent, Elmer Clifton
- The Midnight Man, regia di Elmer Clifton (1917)
- Sirens of the Sea, regia di Allen Holubar (1917)

### 1918
- The Grand Passion
- The Flames of Chance
- Madame Spy, regia di Douglas Gerrard (1918)
- Wild Youth, regia di George Melford (1918)
- The Whispering Chorus, regia di Cecil B. DeMille (1918)
- The Brass Bullet, regia di Ben F. Wilson - serial (1918)
- Danger, Go Slow, regia di Robert Z. Leonard (1918)

### 1919
- Perché cambiate marito? (Don't Change Your Husband), regia di Cecil B. DeMille (1919)
- Sulle ceneri del passato (Creaking Stairs), regia di Rupert Julian (1919)
- Whom the Gods Would Destroy, regia di Frank Borzage (1919)
- Fools and Their Money
- The Solitary Sin
- A Favor to a Friend
- Rivoluzione in gonnella (The Spite Bride), regia di Charles Giblyn (1919)
- The Merry-Go-Round, regia di Edmund Lawrence (1919)
- Should a Woman Tell?

- The Little Clown, regia di Thomas N. Heffron (1921)

### 1922
- Gente onesta (Turn to the Right), regia di Rex Ingram (1922)
- Marito, si... ma a modo mio! (Fourteenth Lover), regia di Harry Beaumont (1922)

### 1923
- L'onestà vittoriosa (Within the Law), regia di Frank Lloyd (1923)

### 1924
- Folly of Vanity, regia di Maurice Elvey e Henry Otto (1924)

### 1925
- Classified, regia di Alfred Santell (1925)
- Friendly Enemies, regia di George Melford (1925)

### 1926
- The Far Cry
- Pleasures of the Rich
- The Dixie Merchant
- Io l'ho ucciso (Silence), regia di Rupert Julian (1926)
- Sweet Daddies
- Subway Sadie
- L'ultimo porto (God Gave Me Twenty Cents), regia di Herbert Brenon (1926)
- Just Another Blonde

- Ladies' Night in a Turkish Bath, regia di Edward F. Cline (1928)

### 1930
- Show Girl in Hollywood, regia di Mervyn LeRoy (1930)

### 1934
- Many Happy Returns
- Burn 'Em Up Barnes
- Vigliaccheria
- Compagni d'allegria
- Minaccia
- The Human Side
- Cleopatra
- L'amante sconosciuta (Evelyn Prentice), regia di William K. Howard (1934)
- Strettamente confidenziale
- Che bel regalo (It's a Gift), regia di Norman Z. McLeod (1934)
- Bandits and Ballads, regia di Friedrich Hollaender – cortometraggio (1934)
- La moglie indiana
- The Dancing Millionaire
- One Hour Late

### 1936
- Il nemico amato (Beloved Enemy), regia di H.C. Potter (1936)
- Anything Goes, regia di Lewis Milestone (1936)
- L'uomo senza volto (The Preview Murder Mystery), regia di Robert Florey (1936)
- The Rogues' Tavern, regia di Robert F. Hill (1936)

### 1943
- L'uomo scimmia (The Ape Man), regia di William Beaudine (1943)

### 1946
- Monsieur Beaucaire, regia di George Marshall (1946)

### 1956
- The She-Creature, regia di Edward L. Cahn (1956)

### 1959
- La guerra di domani (The Atomic Submarine), regia di Spencer Gordon Bennet (1959)